# Dulce pájaro de juventud
Dulce pájaro de juventud es una película basada en la pieza de teatro homónima, obra de Tennessee Williams.

## Argumento
Chance Wayne es un hombre joven que vuelve a su población natal después de una larga ausencia, en la que ha intentado sin éxito convertirse en actor de cine. Durante el camino ha conocido a Alexandra del Lago, una actriz ya mayor, con la que inicia una relación, esperando que ella le ayude a conseguir un papel en una película. Se alojan en el hotel de la ciudad y Wayne, mientras sigue con Alexandra, va en busca de su antigua novia Heavenly. Heavenly es la hija del principal político de la población, que en su día le obligó a marcharse preocupado por las relaciones entre él y su hija.

## Reparto
- Paul Newman como Chance Wayne
- Geraldine Page como Alexandra Del Lago
- Shirley Knight como Heavenly Finley
- Ed Begley como Tom "Boss" Finley
- Rip Torn como Thomas "Tom" J. Finley Jr.
- Mildred Dunnock como Tía Nonnie
- Madeleine Sherwood como Srta. Lucy

## Premios y candidaturas
Premios Óscar
| Categoría               | Persona        | Resultado |
| ----------------------- | -------------- | --------- |
| Mejor actor de reparto  | Ed Begley      | Ganador   |
| Mejor actriz            | Geraldine Page | Candidata |
| Mejor actriz de reparto | Shirley Knight | Candidata |

## Remakeen televisión
De este argumento existe una versión televisiva, grabada en 1989 con la participación de Elizabeth Taylor.
- Datos: Q7655230